# Kevin Stewart (Politiker, 1968)

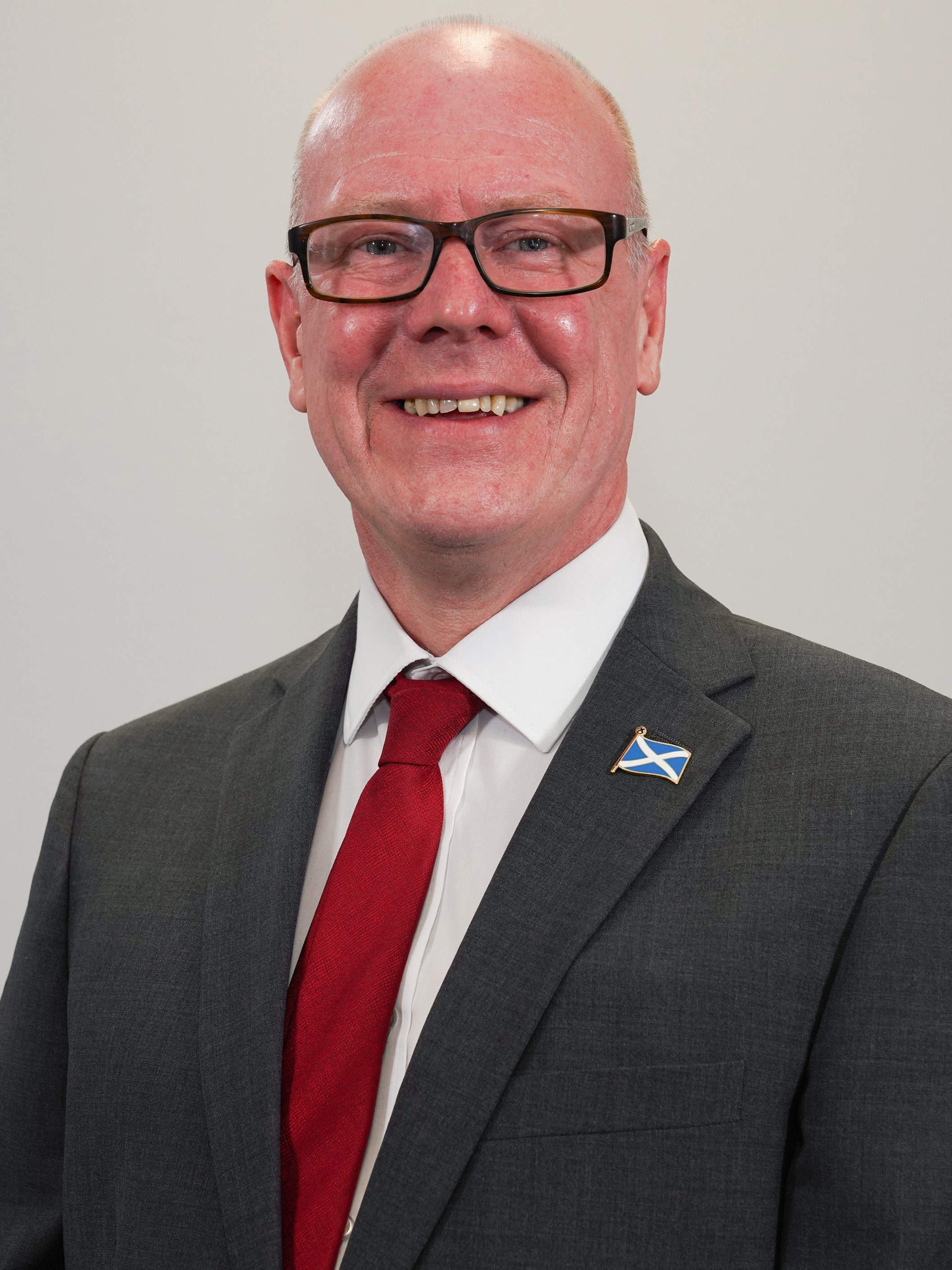
Kevin Stewart

Kevin Stewart (* 3. Juni 1968 in Aberdeen) ist ein schottischer Politiker und Mitglied der Scottish National Party (SNP).

## Politischer Werdegang
Stewart war für mehr als elf Jahre Mitglied des Stadtrates von Aberdeen und zeitweise dessen stellvertretender Vorsitzender. Er engagierte sich in den Themenbereichen Finanzen und Verkehr. Außerdem war er Vorsitzender des 3Rs-Komitees, welches für den Neubau von zehn Schulen in Aberdeen verantwortlich war. Stewart interessiert sich für die Stadtgeschichte Aberdeens und war treibende Kraft hinter der Errichtung einer Statue zu Ehren des schottischen Freiheitskämpfers und Königs Robert the Bruce.
Erstmals trat Stewart bei den Schottischen Parlamentswahlen 2011 auf Landesebene zu Wahlen an. In seinem Wahlkreis Aberdeen Central erhielt er mit knappem Vorsprung vor dem Labour-Kandidaten Lewis Macdonald die höchste Stimmenanzahl und errang damit das Direktmandat des Wahlkreises. Dabei konnte er diesen Wahlkreis erstmals für die SNP entscheiden.
Im Kabinett Yousaf wurde Stewart im April 2023 Junior-Minister für Verkehr. Er trat am 7. Juni 2023 aus gesundheitlichen Gründen von diesem Amt wieder zurück.